# Argentine aux Jeux olympiques de 1920
L'équipe olympique argentine participe aux Jeux olympiques d'été de 1920 à Anvers. Elle n'y remporte aucune médaille. Le boxeur Ángel Rodríguez est le porte-drapeau d'une délégation argentine comptant 1 sportif.